# Нешка Робева
Нешка Стефанова Робева е известна българска състезателка, по-късно треньорка по художествена гимнастика и хореографка, заслужил майстор на спорта, заслужил треньор. Била е членка на Българската комунистическа партия.
Тя е успешна треньорка по художествена гимнастика през 80-те и 90-те години на ХХ век. С нейното име са свързани най-големите успехи на българската художествена гимнастика и на българските „златни момичета“, както и развитието на световната художествена гимнастика. Като хореограф Нешка Робева създава стотици съчетания за своите гимнастички, както и спектакли на ръководената от нея танцова трупа.

## Биография
Родена е на 26 май 1946 година в Русе. Завършва хореографско училище, а после ВИФ (1973). Състезава се в националния отбор по художествена гимнастика със старши треньор Жулиета Шишманова. В продължение на дълги години е конкурентка на Мария Гигова. Участничка е в 4 световни първенства: Копенхаген (1967), Варна (1969), Хавана (1971) и Ротердам (1973). Вицесветовна шампионка и сребърна медалистка е в многобоя на първенството във Варна, носителка на още 8 медала на отделните уреди от световните първенства.
След приключване на състезателната си кариера е асистент във ВИФ, а след това работи в Българската федерация по художествена гимнастика. От 1976 година е на работа в дружеството за физкултура и спорт „Левски-Спартак“.
През периода 1974 – 1999 година е старши треньор на българския национален отбор по художествена гимнастика. През този период на световни и европейски първенства, олимпийски игри и световни купи състезателките на Нешка Робева са спечелили 294 медала, сред които: 7 абсолютни световни, 10 абсолютни европейски титли и 1 вицеолимпийска титла индивидуално, както и 7 абсолютни световни, 6 абсолютни европейски титли и 1 вице-олимпийска титла при ансамблите.
От 1993 година до 1997 година е членка на Европейския комитет по гимнастика.
Известни композиции на Робева в гимнастиката са по „Лятно време“, „Жар птица“, „Токата и фуга в ре минор“, „Болеро“, „Кармина Бурана“, „Кармен“, „Аве Мария“, „Лунната соната“, „Лебедово езеро“, „Горещ вятър“, „Интродукция и рондо капричиозо“, „Шанз-Елизе“ и много други.
Рефренът „Нешка няма грешка!“ се появява за пръв път по време на световното първенство във Варна през 1969 година за Нешка като състезателка, но се утвърждава най-вече вследствие от успешната работа на Робева като треньорка.
През 2000 година Робева спира треньорската си дейност и се връща към първата си специалност, като създава трупа от 35 момичета и момчета („Нешанъл арт“), с която си поставя за цел да представя съвременна интерпретация на българския и балкански фолклор. В нея Нешка Робева е ръководител, постановчик и хореограф на спектаклите. Трупата на Нешка Робева има близо 1000 представления в страната и чужбина, преминали при голям успех.
Президент е на клуба по художествена гимнастика „Левски“.
Удостоена е със званието „Герой на социалистическия труд на България“ и 2 ордена „Георги Димитров“, с „Орден на изгряващото слънце, златни лъчи с розетка“ (Япония), званието „Почетен гражданин“ на София, Пазарджик, Кюстендил, Русе, Детройт (САЩ) и на много други градове в България и по света.

## Обществени позиции
Освен с постиженията си като състезател, треньор, хореограф, постановчик и ръководител на танцова трупа, Нешка Робева е известна и с противоречивите си граждански позиции, както и с активното си участие в политическия живот на България преди и след 10 ноември 1989 г.. Депутат е в две Народни събрания. Тя е сред само двамата депутати, които се осмеляват да се обявят и да гласуват против Закона за административното деление през 1987 г., свиващ окръзите до 9 области и окрупняващ общините в селищни системи. Съучредител на създадения през 1988 г. Обществен комитет за екологична защита на Русе – първата неформална дисидентска група в България.

### Подкрепа заНиколай Бареков
През 2014 година Нешка Робева подкрепя водената от Николай Бареков политическа партия „България без Цензура“ преди парламентарните избори. Ансамбълът на Нешка Робева провежда турне в страната заедно с Николай Бареков. През 2015 г. Робева се разграничава от Бареков и партията му, като определя Бареков за свой „провал и урок“. 
Рязката смяна в позицията на Робева към Бареков дава повод на сатиричното предаване "Господари на ефира" да наградят Робева с пародийната награда Златен Скункс. „Господари на ефира“ подчертават коренната промяна в позцията на Робева за период от 4 месеца между септември 2014 г. и януари 2015 г.

### Обвинения срещу Робева за насилие и тормоз над непълнолетни
Нешка Робева е обвинена във физическо насилие и психически тормоз от гимнастичките Бианка Панова през 1999 г. и непълнолетната тогава Стела Салапатийска през 1997 г. Робева признава, че е удряла свои състезателки, както и дъщеря си, с думите: „Да, и това го знаят всички. Удряла съм и дъщеря си, вас не са ли ви удряли вашите родителите?“. През 2016 г. Робева отново признава, че е удряла гимнастичка.

### Робева срещу режисьораДжон Малкович
На 7 ноември 2024 г., чрез социалната мрежа Фейсбук, Робева призовава за протест срещу премиерата на пиесата на Бърнард Шоу „Оръжията и Човекът“, поставена на сцената на Народния театър „Иван Вазов“ от режисьора Джон Малкович. Събралата се по призивите на Робева, ПП „Възраждане“, ВМРО и други, главно националистически, организации тълпа, успява да провали премиерата. На следващия ден, след като в подкрепа на пиесата се изказват много културни дейци (Стефан Цанев, Юлиан Вергов, Недялко Йорданов, Теодор Ушев и др.), както и обикновени граждани, премиерата се провежда при пълна зала.

## Постижения и факти
- През 1969 г. става световна вицешампионка в многобоя.[13]
- Като състезателка печели 4 сребърни и 5 бронзови медала от световни първенства: бронз на съчетание без уред в Копенхаген; сребро в многобоя, на обръч и без уред във Варна и бронз на въже; сребро на въже и бронз на обръч в Хавана; бронз на обръч и топка в Ротердам.[13]
- През периода (1974 – 1999) е старши треньор на българския национален отбор по художествена гимнастика (с две кратки прекъсвания). През този период златното поколение на възпитаничките на Нешка Робева носи много титли и слава на България.[14]
- За 25 години треньорска работа нейните възпитанички завоюват на световни, европейски първенства, олимпийски игри и световни купи 294 медала – 143 златни, 88 сребърни и 63 бронзови.[2] През този дългогодишен период Нешка Робева успешно създава екипи от изявени български треньорки, балетмайстори и други професионалисти, които допринасят за успехите на индивидуалните гимнастички и ансамблите.[14] Сред тях са: Златка Аврамова-Пърлева, Лушка Бъчварова, Красимира Филипова, Райна Афионлиева, Наталия Моравенова, Светла Колчевска, Ефросина Ангелова, Деспа Кателиева, Димитричка Маслева, Валентина Ганева и други.[14]
- На световното първенство в Лондон (1979) Илиана Раева печели златен медал на бухалки (след контестация и бурна 20-минутна подкрепа от публиката) и сребърен на топка. Първата индивидуална състезателка, подготвяна от Робева – Валентина Ганева, също участва в първенството в Лондон.
- На европейското първенство в Амстердам (1980) българският отбор печели 7 златни и 3 сребърни медала.[14] Илиана Раева е първа в многобоя, на въже, обръч и бухалки и втора на лента.Лилия Игнатова печели сребърен медал в многобоя, злато на бухалки и лента и сребро на обръч.
- На световното първенство в Мюнхен (1981) България печели 5 златни, 7 сребърни и 3 бронзови медала.[13] Анелия Раленкова става абсолютна световна шампионка, а Лилия Игнатова и Илиана Раева си поделят сребърния медал в многобоя. Българският ансамбъл печели златен медал. На отделните уреди Раленкова печели златен медал на бухалки, сребърни на въже и обръч и бронзов на лента. Лили Игнатова печели златни медали на въже и обръч и сребърен на бухалки. Илиана Раева е със сребърни медали на обръч и лента и бронзов на въже. На пилона се издигат три пъти по три български знамена.
- На европейското първенство в Ставангер (1982) състезателките на Нешка Робева печелят 4 златни, 3 сребърни и 4 бронзови медала.[14] Анелия Раленкова става абсолютна европейска шампионка, а Илиана Раева е трета в многобоя. Ансамбълът печели сребро. В шампионата на уредите Раленкова става шампионка на въже и обръч и втора на бухалки. Раева печели сребърен медал на въже и бронзови на обръч, бухалки и лента. Лилия Игнатова става шампионка на лента.
- На световното първенство в Страсбург (1983) шампионка в многобоя става Диляна Георгиева с асистентки Анелия Раленкова и Лили Игнатова, които поделят сребърния медал. Ансамбълът е със златен медал. На отделните уреди Диляна Георгиева печели на злато на бухалки и лента и бронз на топка. Анелия Раленкова е със златен медал на обръч и бронзови на топка, бухалки и лента. Лили Игнатова става шампионка на топка и бухалки и бронзова медалистка на обръч. България печели общо 7 златни, 2 сребърни и 5 бронзови медала. Отново три пъти по три български знамена се издигат на пилона.
- На европейското първенство във Виена (1984) българският национален отбор печели 8 златни, 1 сребърен и 2 бронзови медала. Анелия Раленковастава е за втори път абсолютна европейска шампионка, a Диляна Георгиева печели бронзов медал. Ансамбълът става европейски шампион. На отделните уреди Раленкова печели злато на обръч, бухалки и топка, както и бронз на лента. Лили Игнатова става шампионка на обръч и сребърна медалистка на топка. Диляна Георгиева става шампионка на бухалки и лента.
- На световното първенство във Валядолид (1985) България за шеста поредна година е на първо място по медали с 8 златни, 1 сребърен и 3 бронзови медала. Диляна Георгиева отново е световна шампионка в многобоя, Лили Игнатова отново е втора, а трета е Бианка Панова. Ансамбълът също печели поредна световна титла. В шампионата на отделните уреди Диляна Георгиева е първа на въже, топка и бухалки и трета на лента. Лили Игнатова печели злато на топка и бухалки и бронз на въже. Бианка Панова печели злато на лента.
- На европейското първенство във Флоренция (1986) момичетата на Нешка Робева печелят 8 златни и 2 сребърни медала.[14] Лили Игнатова и Бианка Панова стават абсолютни европейски шампионки в многобоя, ансамбълът също се окичва със злато. На отделните уреди Лили Игнатова става шампионка на въже и бухалки и сребърна медалистка на лента. Бианка Панова печели същите медали – шампионка на въже и бухалки и сребърна медалистка на лента. Адриана Дунавска става европейска шампионка на топка.
- През 1985 – 1986 г. Георги Дюлгеров снима два филма: „За Нешка Робева и нейните момичета“ и „За момичетата и тяхната Нешка Робева“, в които е показан новаторския ѝ̀ стил на работа.
- През 1987 г. първото в историята европейско първенство за девойки завършва с пълен триумф на българските състезателки – 9 златни, 1 сребърен и 1 бронзов медал. Елизабет Колева печели многобоя с максимален сбор (за пръв път в историята на голямо състезание) от 40.00 точки, както и златни медали на всички уреди (също за първи път на голямо състезание).
- През 1987 г. на световното първенство във Варна възпитаничките на Нешка Робева постигат невиждан триумф – 9 златни, 2 сребърни и 1 бронзов медал.[14] Бианка Панова става абсолютна световна шампионка, печели златни медали на всички уреди и всичките ѝ оценки в осемте изиграни съчетания са кръгло 10, поради което е вписана в книгата Световни рекорди на Гинес за най-голям брой максимални оценки, получени на състезание по художествена гимнастика. Адриана Дунавска и Елизабет Колева стават втори в многобоя. Адриана Дунавска става шампионка на въже. Елизабет Колева печели бронз на лента. Ансамбълът с композиции, създадени от Робева, триумфира със златен медал в многобоя и с още два златни медала в двете съчетания.
- На европейското първенство през 1988 г. в Хелзинки възпитаничките на Нешка Робева печелят 11 златни и 1 бронзов медал. Адриана Дунавска и Елизабет Колева стават абсолютни европейски шампионки в многобоя. На отделните уреди Адриана Дунавска печели злато на обръч, бухалки и лента. Бианка Панова печели злато на обръч и лента. Елизабет Колева става шампионка на въже и бронзова медалистка на бухалки. Три златни медала – в многобоя и на двете съчетания, печели и ансамбълът.
- През 1988 г. на Олимпиадата в Сеул възпитаничката на Нешка Робева Адриана Дунавска печели първия и единствен олимпийски медал на българска индивидуална състезателка по художествена гимнастика – сребърен.
- През 1989 г. на световното първенство в Сараево Адриана Дунавска печели бронз в многобоя и сребро на лента и топка. Юлия Байчева е със сребро на лента. Отборно България е първа. Ансамбълът печели злато в многобоя.
- На европейското първенство в Гьотеборг през 1990 г. България спечелва 4 златни, 3 сребърни и 4 бронзови медала.[14] Възпитаничката на Нешка Робева Юлия Байчева става абсолютна европейска шампионка, печели и сребро на обръч, топка и лента и бронз на въже.
- На световното първенство в Атина през 1991 г. България печели 5 сребърни и 2 бронзови медала.[14] Мила Маринова печели трето място в многобоя, сребърен медал на обръч и бухалки и бронз на топка. Кристина Шекерова е със сребро на въже. Отборно индивидуалистките ни печелят сребърен медал.
- Възпитаничката на Нешка Робева Мария Петрова е състезателката с най-много медали от световни и европейски първенства в историята на българската художествена гимнастика и една от петте гимнастички в света с най-много медали от тези шампионати за всички времена, след украинките Анна Бессонова и Елена Витриченко и рускините Алина Кабаева и Евгения Канаева. Мария Петрова е трикратна абсолютна световна шампионка и двукратна абсолютна европейска шампионка. Тя е неизменно първа в многобоя на три поредни световни първенства: в Аликанте'93, Париж'94 и Виена'95, с което повтаря успеха на Мария Гигова. Освен това е първа в многобоя на европейските първенства в Щутгарт'92 и Солун'94. Само от световни и европейски първенства е спечелила 29 медала.
- На европейското първенство в Щутгарт през 1992 г. България спечелва 2 златни, два сребърни и един бронзов медал.[14] България печели златен медал в отборната надпревара на индивидуалните състезателки. Мария Петрова е първа в многобоя и трета на въже.
- На световното първенство в Брюксел през 1992 г. ученичките на Нешка Робева печелят 3 сребърни и 2 бронзови медала. Мария Петрова е втора в многобоя, втора на топка и бухалки, трета на обръч. Диана Попова печели бронзов медал на бухалки.
- На световното първенство в Аликанте през 1993 г. възпитаничките на Нешка Робева връщат старата слава на българската школа с 6 златни и 1 бронзов медал.[14] България печели първо място в отборната надпревара. Мария Петрова става абсолютна световна шампионка и добавя в шампионата на уредите злато на топка, обръч и лента. А Юлия Байчева печели бронзов медал на въже. Ансамбълът, воден от Робева и Лушка Бъчварова, се завръща на най-високото стъпало на стълбичката на победителките в многобоя.
- На европейското първенство за ансамбли в Букурещ през 1993 г. България спечелва сребро в многобоя и още 1 златен и 1 сребърен медал в двете отделни съчетания.
- На световното първенство в Париж през 1994 г. възпитаничките на Нешка Робева извояват 2 златни, 2 сребърни и 2 бронзови медала.[14] Мария Петрова става абсолютна световна шампионка и добавя в шампионата на уредите злато на обръч, сребро на бухалки и лента и бронз на топка. Ансамбълът е трети в многобоя.
- На европейското първенство в Солун през 1994 г. България печели 1 златен, 1 сребърен и 3 бронзови медала.[14] Мария Петрова е абсолютна европейска шампионка, сребърна медалистка на обръч и бронзова на топка. Диана Попова печели бронзов медал на въже. Отборно българките са трети.
- На световното първенство във Виена през 1995 ученичките на Робева печелят 4 златни и 3 сребърни медала.[14] Мария Петрова става абсолютна световна шампионка за трети пореден път, световна шампионка на бухалки и сребърна медалистка на въже. Отборно българките (Мария Петрова и Диана Попова) са втори. Ансамбълът печели злато в многобоя, злато и сребро в двете отделни съчетания.
- На европейското първенство индивидуално девойки и ансамбли, жени в Прага през 1995 г. Теодора Александрова става абсолютна европейска шампионка, златна медалистка на обръч, сребърна на въже и бухалки, бронзова на лента. Българките печелят бронз отборно. При ансамблите жени България печели сребро в многобоя и злато и сребро на отделните композиции.
- На световното първенство в Будапеща 1996 г. воденият от Нешка национален отбор завоюва 1 златен, 1 сребърен и 2 бронзови медала. Мария Петрова печели сребро на топка и бронз на бухалки. Ансамбълът отново е със златен медал в многобоя. Диана Попова е с бронз на въже.
- На олимпийските игри през 1996 г. в Атланта българският ансамбъл (воден от Робева и Лушка Бъчварова) в състав Ина Делчева, Валентина Кевлиян, Мария Колева, Мая Табакова, Ивелина Талева и Вяра Ваташка печели сребърен олимпийски медал.
- На европейското първенство в Норвегия през 1996 г. състезателката на Нешка Робева Диана Попова печели бронзови медали на въже и лента, а отборно българските индивидуални състезателки заемат третото място.[14]
- Нешка Робева създава или допринася за развитието и на десетки други гимнастички, участнички в националните ни отбори индивидуално като: Тереза Карнич, Даниела Грънчарова, Величка Бонева, Цветомира Филипова, Камелия Дунавска, Албена Димитрова, Мариела Пашалиева, Анастасия Шаренкова, Юлия Мумджиева, Бранимира Иванова (Маркова), Боряна Гинева, Стела Салапатийска и много други. Стотици са имената на състезателките, играли в ансамблите на България през годините, когато Нешка Робева е старши треньор (индивидуално и ансамбли).
- Нешка Робева е ръководител на специализацията в Националната спортна академия в София на президента на Международната федерация по гимнастика (FIG) Моринари Ватанабе.[15]
- През 2000 г. Робева създава трупа от 35 момичета и момчета („Нешанъл арт“), с която да представя съвременна интерпретация на българския и балкански фолклор. Робева е режисьор, сценарист, хореограф, продуцент на музикално-танцови спектакли, добили изключителна популярност като: „Два свята“, „Орисия“, „Готови ли сте“, „Триптих“, „Арамии“, „Бежанци“.
- През септември 2005 г. е премиерата на филмова версия на „Орисия“ по БНТ и Сателитния канал.
- Премиерата на спектакъла на Нешка Робева, изграден върху предания за Балканите „Арамии“, е на 26 май 2006 г. Спектакълът обединява елементи не само от българския, а и от румънския, турския, гръцкия и албанския фолклор.
- Трупата на Нешка има близо 1000 участия[16] в страната и чужбина – Бродуей, Сингапур „Арт фестивал“, Гърция, Турция, Белгия, Израел, Италия и Македония.[17] Популярните спектакли „Два свята“ и „Орисия“ (по музика на Исихия) имат над 250 представяния в страната и чужбина.
- През 2016 г. отказва да приеме орден „Стара планина“ I степен, който правителството решава да ѝ връчи след разгорещени спорове.[18]
- Почетен президент е на клуба по художествена гимнастика „Левски“,[19] който за 50 години съществуване е носител общо на 306 медала от големи първенства по художествена гимнастика.
- През 2017 г. Нешка Робева става организитор и режисьор на ново шоу, „Няма такова шоу“, с участието на нейната трупа, на известни музикални изпълнители и на състезателките от всички възрастови групи на клуб „Левски“. Спектакълът обикаля страната в края на 2017 г. с цел събиране на средства за подготовка на младите възпитанички на клуб „Левски“.[20] Турнето преминава при изключителен успех.
- В края на 2018 г. Нешка Робева поема подготовката, организацията и представянето на ново шоу, „Има такова шоу“, целящо подпомагането на клуба по художествена гимнастика „Левски“. Шоуто е изнесено на 12 декември при огромен интерес в препълнената Зала 1 на Националния дворец на културата в София.[21]